# IC 4351
IC 4351 је спирална галаксија у сазвјежђу Хидра која се налази на листи објеката дубоког неба у Индекс каталогу.
Деклинација објекта је - 29° 18' 56" а ректасцензија 13h 57m 53,8s. Привидна величина (магнитуда) објекта IC 4351 износи 11,8 а фотографска магнитуда 12,6. Налази се на удаљености од 34,158 милиона парсека од Сунца. IC 4351 је још познат и под ознакама ESO 445-84, MCG -5-33-34, UGCA 376, FGCE 1116, IRAS 13550-2904, PGC 49676.